# Alexanders de Brantford
Pour les articles homonymes, voir Brantford (homonymie).
Les Alexanders de Brantford sont une équipe junior de hockey sur glace de la Ligue de hockey de l'Ontario. L'équipe est basée à Brantford en Ontario au Canada et existe entre 1978 et 1984.

## Historique
En 1978, la franchise des Fincups de Hamilton emménage à Brantford en prenant le nom de l'équipe sénior de la ville qui évolue dans la ville depuis deux ans. Le nom Alexanders en lui-même vient de Alexandre Graham Bell, inventeur britannique (connu principalement pour l'invention du téléphone).
En 1984, l'équipe retourne à Hamilton et devient les Steelhawks de Hamilton. L'équipe avait comme principales rivales les franchises des Knights de London et celle de Flyers de Niagara Falls

### Saisons après saisons
| Saison    | PJ | V  | D  | N | BP | BC  | Pts | Classement | Séries éliminatoires                                |
| --------- | -- | -- | -- | - | -- | --- | --- | ---------- | --------------------------------------------------- |
| 1978-1979 | 68 | 23 | 42 | 3 | 49 | 281 | 349 | 6e Emms    | Non qualifiés                                       |
| 1979-1980 | 68 | 31 | 35 | 2 | 64 | 412 | 398 | 3e Emms    | 4-0 Marlboros de Toronto · 4-3 Spitfires de Windsor |
| 1980-1981 | 68 | 34 | 34 | 0 | 68 | 350 | 354 | 2e Emms    | 8-4 Spitfires de Windsor                            |
| 1981-1982 | 68 | 25 | 41 | 2 | 52 | 293 | 313 | 5e Emms    | 6-2 Knights de London · 8-6 Greyhounds de SS. Marie |
| 1982-1983 | 70 | 34 | 33 | 3 | 71 | 275 | 282 | 4e Emms    | 6-0 Knights de London · 8-2 Greyhounds de SS. Marie |
| 1983-1984 | 70 | 39 | 28 | 3 | 81 | 303 | 235 | 2e Emms    | 8-4 Greyhounds de SS. Marie                         |

### Identités de la franchise
- 1953-1960 : Tiger Cubs de Hamilton
- 1960-1974 : Red Wings de Hamilton
- 1974-1976 : Fincups de Hamilton
- 1976-1977 : Fincups de Saint-Catharines
- 1977-1978 : Fincups de Hamilton
- 1978-1984 : Alexanders de Brantford
- 1984-1988 : Steelhawks de Hamilton
- 1988-1996 : Thunder de Niagara Falls
- Depuis 1996 : Otters d'Érié

## Entraîneurs de l'équipe
L'équipe a eu plusieurs entraîneurs au cours de son existence :
- 1978-1979 - Dave Draper
- 1979-1980 - Ron Carroll
- 1980-1981 - R. Carroll, D. Draper et Ken Gratton
- 1981-1982 - Bep Guidolin et D. Draper
- 1982-1983 - D. Draper
- 1983-1984 - D. Draper